# Split
Split (greacă: Aspálathos (Aσπάλαθος) ori Spálathos (Σπάλαθος); latina antică: Spalatum ori Aspalatum; italiană: Spalato) este un oraș în cantonul Split-Dalmația, Croația, având o populație de 178.102 locuitori (2011).

## Istorie
Split este cunoscut pentru Palatul lui Dioclețian și Catedrala San Doimo, cu faimoasa campanilă. Orașul este sediul Arhidiecezei de Split. În ciuda existenței vechii cetăți antice Salona (astăzi Solin) la nord de Splitul de astăzi, construcția orașului a început prin palatul împăratului roman. Dioclețian, care a condus între 284 și 305, a ordonat construcția sa în anul 300. În secolul al VII-lea primii cetățeni ai așezării Split s-au instalat în afara zidurilor.
Chiar și astăzi, palatul constituie centrul orașului, plin fiind de magazine și piețe, aflate în pe străzile fostului palat, iar catedrala (mausoleu în timpul lui Dioclețian) se află chiar în centrul său.
Unul din episcopii medievali ai orașului a fost Rogerius, anterior canonic de Oradea Mare și autor al unor memorii legate de marea invazie mongolă.
Orașul a aparținut o lungă perioadă de Republica Veneția (în secolul al XIV-lea și apoi din nou din 1420), până când a intrat sub dominația Austro-Ungariei în 1797. Provincia Dalmația, s-a reunit mai târziu cu Croația și Split este înglobat în aceasta (la acea vreme Iugoslavia) până în ziua de astăzi. În timpul celui de al Doilea Război Mondial, o parte din facilitățile portului au fost bombardate.
Split este considerat uneori capitala Dalmației, dar nu există o asemenea unitate guvernamentală în prezent, și capitala tradițională este orașul Zadar.
Centrul vechi istoric și Palatul lui Dioclețian din Split au fost înscrise în anul 1979 pe lista patrimoniului cultural mondial UNESCO.

## Economie
Split trăiește din turism, pescuit, vin și industriile hârtiei, chimică. Este de asemenea un punct de trafic pentru Dalmația: în majoritatea insulelor din mijlocul Dalmației nu se poate ajunge fără a trece prin portul Split (de obicei se merge cu feriboturile Jadrolinija). Asta include și insule Brač, Hvar și Šolta, dar și Vis sau Lastovo care sunt mai distante. Aeroportul din Split în localitatea Kaštel-Štafilić este adeseori prima oprire pentru turiștii din această regiune.

## Demografie
Componența etnică a orașului Split
     Croați (96,23%)
     Sârbi (1,42%)
     Necunoscut (0,39%)
     Neclasificat (1,39%)
Componența confesională a orașului Split
     Catolici (86,15%)
     Fără religie și atei (6,56%)
     Agnostici și sceptici (1,61%)
     Ortodocși (1,18%)
     Necunoscută (3,2%)
     Alte religii (1,29%)
Conform recensământului din 2011, orașul Split avea 178.102 locuitori. Din punct de vedere etnic, majoritatea locuitorilor (96,23%) erau croați, cu o minoritate de sârbi (1,42%). Apartenența etnică nu este cunoscută în cazul a 0,39% din locuitori. Din punct de vedere confesional, majoritatea locuitorilor (86,15%) erau catolici, existând și minorități de persoane fără religie și atei (6,56%), agnostici și sceptici (1,61%) și ortodocși (1,18%). Pentru 3,2% din locuitori nu este cunoscută apartenența confesională.

## Sport

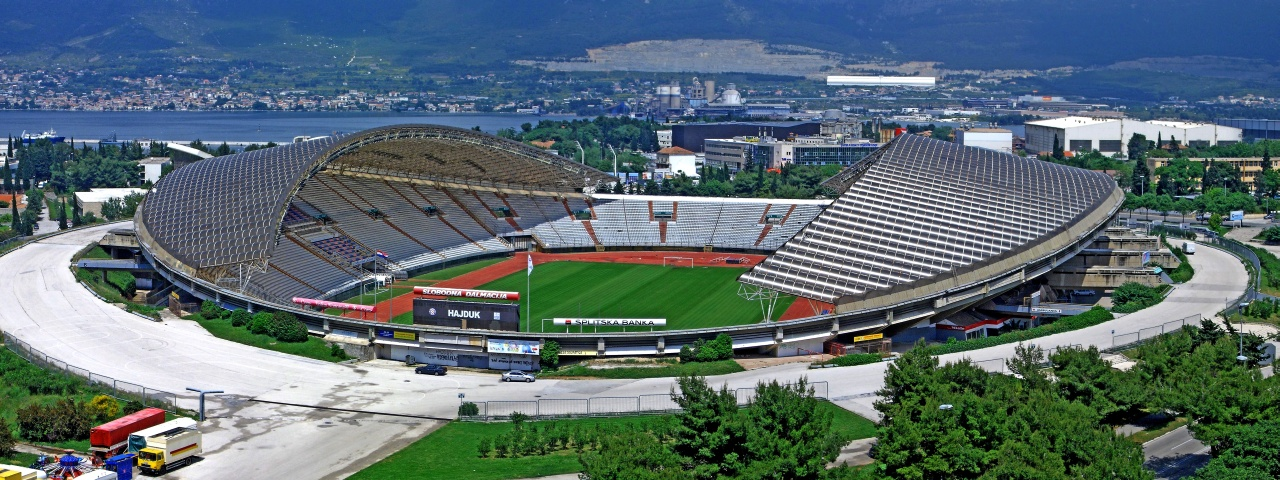
Stadionul Poljud

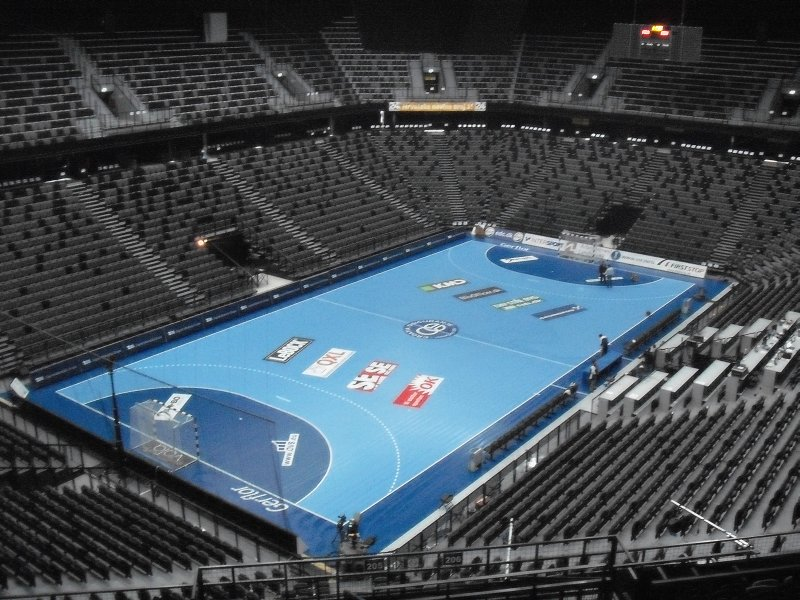
Arena Spaladium

Sportivii, tradițional, sunt la mare respect în Split, și orașul este renumit prin producerea multor campioni. Cele mai populare sporturi în Split sunt fotbalul, tenisul, baschetul, înotul, canotajul, water polo, atletismul și handballul. Rezidenții Splitului obișnuiesc să se refere la orașul natal cu "Cel mai sportiv oraș din lume". Echipa principală de fotbal a orașului este Hajduk Split, cel mai popular club sportiv din Croația, susținut de o asociație mare de fani cunoscută ca Torcida Split, în timp ce RNK Split este al doilea club al orașului. Cel mai mare stadion din oraș este Stadionul Poljud, stadionul lui HNK Hajduk Split, cu o capacitate de 35.000 de locuri (55.000 înainte de fi renovat). Slaven Bilić, Aljoša Asanović, Igor Tudor, și Stipe Pletikosa sunt câțiva faimoși nativi din Split care și-au început cariera la Hajduk. Baschetul este de asemenea popular, prin jucători notabili de genul lui Toni Kukoč. În Split s-au desfășurat în 1979 Jocurile Mediteraniene.
Cel mai renumit tenisman rezident din Split este fostul campion de la Wimbledon, Goran Ivanišević. De asemenea, în Split a crescut o altă stea a tenisului, Mario Ančić, cunoscut și ca "Super Mario" sau "Micul Goran".
Picigin este sportul local, practicat pe câteva plaje ale orașului, printre care cea mai cunoscută este Bačvice. Se joacă într-o apă puțin adâncă, cu o minge mare.

## Clima
| Date climatice pentru Split (Marjan Hill, 1948 – 2014)                  | Date climatice pentru Split (Marjan Hill, 1948 – 2014) | Date climatice pentru Split (Marjan Hill, 1948 – 2014) | Date climatice pentru Split (Marjan Hill, 1948 – 2014) | Date climatice pentru Split (Marjan Hill, 1948 – 2014) | Date climatice pentru Split (Marjan Hill, 1948 – 2014) | Date climatice pentru Split (Marjan Hill, 1948 – 2014) | Date climatice pentru Split (Marjan Hill, 1948 – 2014) | Date climatice pentru Split (Marjan Hill, 1948 – 2014) | Date climatice pentru Split (Marjan Hill, 1948 – 2014) | Date climatice pentru Split (Marjan Hill, 1948 – 2014) | Date climatice pentru Split (Marjan Hill, 1948 – 2014) | Date climatice pentru Split (Marjan Hill, 1948 – 2014) | Date climatice pentru Split (Marjan Hill, 1948 – 2014) |
| Luna                                                                    | Ian                                                    | Feb                                                    | Mar                                                    | Apr                                                    | Mai                                                    | Iun                                                    | Iul                                                    | Aug                                                    | Sep                                                    | Oct                                                    | Nov                                                    | Dec                                                    | Anual                                                  |
| ----------------------------------------------------------------------- | ------------------------------------------------------ | ------------------------------------------------------ | ------------------------------------------------------ | ------------------------------------------------------ | ------------------------------------------------------ | ------------------------------------------------------ | ------------------------------------------------------ | ------------------------------------------------------ | ------------------------------------------------------ | ------------------------------------------------------ | ------------------------------------------------------ | ------------------------------------------------------ | ------------------------------------------------------ |
| Maxima medie °C (°F)                                                    | 10.3 (50,5)                                            | 11.0 (51,8)                                            | 13.7 (56,7)                                            | 17.4 (63,3)                                            | 22.5 (72,5)                                            | 26.7 (80,1)                                            | 29.8 (85,6)                                            | 29.5 (85,1)                                            | 25.1 (77,2)                                            | 20.0 (68)                                              | 14.9 (58,8)                                            | 11.5 (52,7)                                            | 19,37 (66,86)                                          |
| Media zilnică °C (°F)                                                   | 7.9 (46,2)                                             | 8.3 (46,9)                                             | 10.7 (51,3)                                            | 14.3 (57,7)                                            | 19.1 (66,4)                                            | 23.1 (73,6)                                            | 25.9 (78,6)                                            | 25.6 (78,1)                                            | 21.5 (70,7)                                            | 17.1 (62,8)                                            | 12.6 (54,7)                                            | 9.2 (48,6)                                             | 16,28 (61,3)                                           |
| Minima medie °C (°F)                                                    | 5.4 (41,7)                                             | 5.5 (41,9)                                             | 7.6 (45,7)                                             | 10.8 (51,4)                                            | 15.2 (59,4)                                            | 18.8 (65,8)                                            | 21.6 (70,9)                                            | 21.5 (70,7)                                            | 18.1 (64,6)                                            | 14.1 (57,4)                                            | 9.9 (49,8)                                             | 6.0 (42,8)                                             | 12,88 (55,18)                                          |
| Minima istorică °C (°F)                                                 | −9 (15,8)                                              | −8.1 (17,4)                                            | −6.6 (20,1)                                            | 0.3 (32,5)                                             | 4.8 (40,6)                                             | 9.1 (48,4)                                             | 13.0 (55,4)                                            | 11.2 (52,2)                                            | 8.8 (47,8)                                             | 3.8 (38,8)                                             | −4.5 (23,9)                                            | −6.3 (20,7)                                            | −9 (15,8)                                              |
| Precipitații mm (inches)                                                | 77.3 (3.043)                                           | 62.8 (2.472)                                           | 63.4 (2.496)                                           | 62.6 (2.465)                                           | 55.4 (2.181)                                           | 49.7 (1.957)                                           | 26.3 (1.035)                                           | 42.7 (1.681)                                           | 71.0 (2.795)                                           | 76.5 (3.012)                                           | 112.9 (4.445)                                          | 103.5 (4.075)                                          | 804,1 (31,657)                                         |
| Nr. mediu de zile ploioase                                              | 11                                                     | 10                                                     | 10                                                     | 9                                                      | 9                                                      | 9                                                      | 6                                                      | 5                                                      | 7                                                      | 9                                                      | 12                                                     | 12                                                     | 109                                                    |
| Nr. mediu de zile cu ninsoare                                           | 1                                                      | 2                                                      | 0                                                      | 0                                                      | 0                                                      | 0                                                      | 0                                                      | 0                                                      | 0                                                      | 0                                                      | 0                                                      | 1                                                      | 4                                                      |
| Ore însorite                                                            | 131.5                                                  | 147.9                                                  | 186.8                                                  | 217.2                                                  | 273.0                                                  | 307.4                                                  | 350.3                                                  | 324.8                                                  | 247.3                                                  | 196.9                                                  | 130.6                                                  | 119.3                                                  | 2.633                                                  |
| Sursa nr. 1: National Meteorological and Hydrological Service (Croatia) |                                                        |                                                        |                                                        |                                                        |                                                        |                                                        |                                                        |                                                        |                                                        |                                                        |                                                        |                                                        |                                                        |
| Sursa nr. 2: World Weather Information Service                          |                                                        |                                                        |                                                        |                                                        |                                                        |                                                        |                                                        |                                                        |                                                        |                                                        |                                                        |                                                        |                                                        |

| Jan           | Feb           | Mar           | Apr           | May           | Jun           | Jul           | Aug           | Sep           | Oct           | Nov           | Dec           | Anual             |
| ------------- | ------------- | ------------- | ------------- | ------------- | ------------- | ------------- | ------------- | ------------- | ------------- | ------------- | ------------- | ----------------- |
| 14 °C (57 °F) | 14 °C (57 °F) | 14 °C (57 °F) | 14 °C (57 °F) | 17 °C (63 °F) | 21 °C (70 °F) | 24 °C (75 °F) | 25 °C (77 °F) | 23 °C (73 °F) | 20 °C (68 °F) | 17 °C (63 °F) | 15 °C (59 °F) | 18,2 °C (64,8 °F) |

## Relații internaționale

### Orașe înfrățite
Split este înfrățit cu:
| - Los Angeles, SUA - Ancona, Italia - Patras, Grecia - Antofagasta, Chile - Iquique, Chile - Punta Arenas, Chile - Beit Șemeș, Israel - Cockburn, Australia - Dover, Marea Britanie - Gladsaxe, Danemarca - Mostar, Bosnia și Herțegovina - Odessa, Ucraina - Kermanshah, Iran | - Ostrava, Cehia - Pescara, Italia - Cagli, Italia - Beirut, Liban - Štip, Republica Macedonia - Bandar Lampung, Indonezia - İzmir, Turcia - Trondheim, Norvegia, din 1956 - Velenje, Slovenia - Charlottenburg-Wilmersdorf din Berlin, Germania - Cetinje, Muntenegru - Rosario, Argentina |

## Personalități născute aici
- Mario Boljat (1951 - 2024), fotbalist.